# The Princess Diaries (banda sonora)
The Princess Diaries es la banda sonora de la película homónima, lanzada por Walt Disney Records. La banda sonora contiene canciones de artistas de hoy, así como artistas de Disney.

## Canciones
| The Princess Diaries: Original Motion Picture Soundtrack |                                                             |                         |          |  |
| N.º                                                      | Título                                                      | Intérprete (s)          | Duración |  |
| 1.                                                       | «Supergirl!»                                                | Krystal Harris          |          |  |
| 2.                                                       | «Little Bitty Pretty One»                                   | Aaron Carter            |          |  |
| 3.                                                       | «Crush»                                                     | 3G's                    |          |  |
| 4.                                                       | «Miss You More»                                             | BBMak                   |          |  |
| 5.                                                       | «What Makes You Different (Makes You Beautiful)»            | Backstreet Boys         |          |  |
| 6.                                                       | «Miracles Happen»                                           | Myra en inglés          |          |  |
| 7.                                                       | «Always Tomorrow»                                           | Nobody's Angel          |          |  |
| 8.                                                       | «Away with the Summer Days»                                 | Youngstown              |          |  |
| 9.                                                       | «Stupid Cupid»                                              | Mandy Moore             |          |  |
| 10.                                                      | «Wake Up»                                                   | Hanson                  |          |  |
| 11.                                                      | «Happy Go Lucky»                                            | Steps                   |          |  |
| 12.                                                      | «I Love Life»                                               | Melissa Lefton          |          |  |
| 13.                                                      | «Ain't Nothing but a She Thing»                             | Lil' J y Nobody's Angel |          |  |
| 14.                                                      | «Hold On»                                                   | B*Witched               |          |  |
| 15.                                                      | «The Journey»                                               | Mpulz                   |          |  |
| 16.                                                      | «Heartbreak Lullaby» (Ray Hedges Recall 7 Mix)(tema extra)) | [ 3 ]                   |          |  |

## Listas
| Lista (2001)                         | Posición |
| ------------------------------------ | -------- |
| EE. UU. Billboard 200                | 41 (3x)  |
| EE. UU. Billboard Top Bandas Sonoras | 5        |